# Acupuncture in Medicine
Acupuncture in Medicine é uma revista trimestral publicada pelo BMJ Group, em nome da British Medical Acupuncture Society, que cobre experimentalmente, técnicas e aspectos de ciência básica, clínica médica da acupuntura e técnicas afins.